# Carlos Luis Sancha
Carlos Luis Sancha (* 1920 in London; † 2001 ebenda) war ein britischer Porträtmaler.

## Familie und Ausbildung
Carlos Luis Sanchas Vater war Engländer und seine Mutter Spanierin.
Nach seiner Ausbildung an der Central School of Arts & Crafts, der 2003 eingegliederten Central School of Arts & Crafts unter Rodrigo Moynihan (1910–1990) und ab 1939 an der gleichfalls eingegliederten Byam Shaw School of Art unterrichtete er von 1946 bis 1948.
Sein künstlerisches Wirken belegen zahlreiche Porträtmalereien, die sich zum Teil in öffentlichen Sammlungen befinden.

## Werke
- 1962: Woman and her Dog.[2]
- 1966: Officers at the Staffordshire Yeomanry at Dinner. im Museum der Staffordshire Yeomanry[3]
- 1970: Brigadier TFJ Collins, CBE, DL  im Green Howards Museum Regiments[4]
- 1970: Portrait of a Lady
- 1970: Claude C. Barker, CBE, LLB, Chairman of the County Council. (1965–1969) im Hertfordshire County Council[5]
- 1976: Desmond Gordon (1911–1997), englischer Generalmajor
- in den 1980er: Sir Frank Ereaut[6]
- 1981: Porträt von David Robinson in der Robinson College, University of Cambridge[7]
- 1983: Porträt von Robert George Reginald Daniels JP, DL im Essex County Council[8]
- 1983: Porträt von Rudolf-August Oetker
- 1991: Porträt von  Admiral Sir Andrew Lewis, KCB, JP, Lord Lieutenant of Essex (1978–1992) im Essex County Council[9]
- 2000: Selbstporträt im Girton College[10]

## In der Kunst
- 1994: Fotografie vom Künstler in der National Portrait Gallery (London)[11] fotografiert von dem Fotografen David Bennett.[12]